# The Spektors
Pour les articles homonymes, voir Spektor.
The Spektors était un groupe de rock 'n' roll australien actif à Perth de 1964 à 1966 qui comprenait Bon Scott, connu pour avoir été le chanteur d'AC/DC de 1974 à 1980, en tant que batteur et chanteur à temps partiel.
Le groupe fut formé en 1964 par John Collins (chants et batterie) et Bon Scott (batterie et chants), qui au départ ne jouait que de la batterie, avec Brian Gannon (basse), Wyn Mil som (guitare) et Murray Gracie (guitare et chants). Ils ont connu un certain succès local gagnant le concours Perth Hoadleys Battle of the Bands, jouant des chansons connus de l'époque, souvent des chansons des Rolling Stones ou des Beatles. Comme le groupe s'était développé, Bon Scott voulu renforcer le groupe et chanta occasionnellement pendant que Collins jouait de la batterie sur des chansons comme la reprise de la chanson Gloria de Van Morrison.
Fin 1966, Milsom et Scott décidèrent de joindre leurs forces avec le groupe local rival, The Winstons, et formèrent le groupe The Valentines où Bon Scott partage les chants avec le chanteur de Winstons, Vince Lovegrove.

## Discographie
- Bon Scott with the Spektors, CD, 1992, See for Miles records ;
- Bon Scott With the Spektors and the Valentines, CD, 1999, See For Miles Records, 18 titres (huit avec les Spektors, neuf avec les Valentines, plus une interview de Allan Mannings)[1].

Certains titres avec les Spektors ont été piratés lors d'enregistrements de l'émission Club 17 de la chaîne TVW channel 7 par Martin Clark qui en était l'ingénieur du son.